# جيمس هايلمان
إم.جيمس «دوك جيمس » هايلمان هو طبيب طوارئ كندي الجنسية، وويكيبيدي، ويدعو لتحسين المحتوى ذي الصلة بالصحة في ويكيبيديا. وهو يشجع الأطباء الآخرين للمساهمة في موسوعة ويكيبيديا على الإنترنت.
وهو مساهم فعال في مشروع ويكي طب بالإنجليزية، ومتطوع وإداري في ويكيبيديا الإنجليزية، وكان رئيس ويكيميديا كندا مابين 2010 و 2013، مؤسس ورئيس سابق ل'مؤسسة مشروع ويكي طب. هو أيضا مؤسس قوة فريق الترجمة ويكي بروجيكت طب. في يونيو 2015، تم انتخابه إلى مجلس أمناء مؤسسة ويكيميديا، وهو المنصب الذي ظل يشغله حتى أنه تمت إزالته في 28 ديسمبر 2015. تم إعادة انتخاب الدكتور جيمس هايلمان لعضوية مجلس أمناء مؤسسة ويكيميديا في مايو 2017.

## النشأة والتعليم
ولد هايلمان ونشأ في ريف ساسكاتشوان. تخرج من جامعة ساسكاتشوان في عام 2000 مع بكالوريوس العلوم في علم التشريح، وحصل في وقت لاحق على شهادة الطب هناك في عام 2003. ثم أكمل إقامته في كولومبيا البريطانية.

## مهنة الطب
عمل هيلمان في مستشفى اتحاد موسجاو، في موسجاو، ساسكاتشوان، حتى عام 2010، عندما بدأ العمل في المستشفى الإقليمي للشرق كووتني، حيث، في أكتوبر 2012، عين رئيسا لقسم طب الطوارئ.

## التحرير في ويكيبيديا والدعوة
منذ بداية نشاطه كمساهم في مقالات ويكيبيديا المتعلقة بالطب في عام 2008، كان هايلمان يعمل على تحسين المحتوى الطبي من خلال تشجيع زملائه الأطباء للمشاركة. أصبح مهتما في تحرير ويكيبيديا في فترات تبديل الورديات المسائية، عندما نظر إلى محتوى مقال عن السمنة ووجدت أنه يحتوي على العديد من الأخطاء. «أدركت أنني يمكن إصلاحها. قمت بعدد كبير من التعديلات وأسهمت بتحسين نوعية قدرا كبيرا من المقالات. أنا من النوع الذي أصبحت مدمنا لهذا الشيء».
أخذ هايلمان المبادرة من خلال مشروع مؤسسة ويكي ميد مع مترجمون بلا حدود، حيث يعمل على تحسين وترجمة المواد الطبية في ويكيبيديا الإنجليزية إلى لغات الأقليات. بدأ مشروع مؤسسة ويكي ميد بالتعاون مع جامعة كاليفورنيا في سان فرانسيسكو كما جند محررين مثقفين علميا، من خلال إعطاء طلاب الكلية ائتمانا لتحسين صفحات ويكيبيديا ذات الصلة بالطب. في عام 2014، شارك في مشروع مؤسسة ويكي ميد مع مؤسسة كوكرين، وذلك بهدف تحسين موثوقية ودقة المعلومات في ويكيبيديا. وفيما يتعلق بهذه الشراكة، قال هايلمان، «إن الطريقة التي تعمل بها ويكيبيديا هي أن كل المحتوى يعتمد بشكل كامل على المراجع التي يتم سردها. إذا تم استخدام مصادر ذات نوعية أفضل لكتابة ويكيبيديا سوف يكون هناك فرصة جيدة أن تحتوي ويكيبيديا أفضل نوعية من المعلومات.»

### مساهمات الإيبولا
من خلال مراجعة وتصحيح المحتوى الطبي بالطريقة التي اتبعها هايلمان وأيضا (مع العديد من إسهاماته)، في المواد التي صنفت من هذا القبيل حول مرض فيروس الإيبولا، أصبحت ويكيبيديا مصدرا موثوقا ويعتد به للمعلومات الموجهة للجمهور العام، وبالتالي يجري النظر إليه كواحد من المواقع المحترمة التي تديرها منظمة الصحة العالمية ومراكز مكافحة الأمراض واتقائها، ولتغطية الموضوع. خفض هايلمان الوقت الذي يقضيه في العمل في غرفة الطوارئ حتى يتمكن من قضاء المزيد من الوقت في تحديث هذه الصفحة. في عام 2014، قال لصحيفة كرانبروك اليومية أنه فيما يتعلق بتغطية ويكيبيديا للايبولا «الشيء الكبير هو التأكيد على ما نعلم، والتأكد من أن المخاوف الطفيفة سوف لا تحصل على تضخيمها إلى حد كبير.» وقال أيضا أنه على الرغم من الشائعات فإنه على العكس من ذلك، لم يكن هناك أي دليل على أن المرض قد أصبح ينتقل عن طريق الهواء، وأن المرض قد تسبب في وفيات أقل بكثير من غيره من الأمراض مثل الملاريا والالتهابات المعدية والمعوية.

## البحوث
اعتبارا من مايو عام 2014، أتم هايلمان العمل على دراسة مع سمير جروفر من جامعة تورنتو، الأمر الذي يمنح طلاب الطب إجراء اختبار باستخدام ويكيبيديا أو الكتب الطبية لتحديد الأكثر دقة. كما عمل هايلمان على دراسة مع مايكروسوفت التي توصلت أنه في الدول الثلاث حيث كان لتفشي الايبولا أثرا كبيرا، كانت ويكيبيديا المصدر الأكثر شعبية للحصول على المعلومات حول المرض.